# I Liceum Ogólnokształcące im. Marii Skłodowskiej-Curie w Starogardzie Gdańskim
I Liceum Ogólnokształcące im. Marii Skłodowskiej-Curie – najstarsza, powstała w 1880 szkoła średnia w Starogardzie Gdańskim. Obecnie (2009) wchodzi w skład Zespołu Szkół Ogólnokształcących.

## Historia szkoły
Szkoła – popularnie zwana Czerwonym Ogólniakiem – została założona w 1880 r., pierwszym dyrektorem był dr Heinze. Początkowo było to gimnazjum miejskie, jednak już 28 III 1881 zostało podniesione do rangi Gimnazjum Królewskiego (państwowego). W tym czasie uczęszczało do niego 111 gimnazjalistów. W 1887 mury szkoły opuściło pierwszych sześciu maturzystów. W 1920 przeszła pod kuratelę władz polskich. W 1928 powstała pierwsza bursa dla uczniów zamiejscowych, a jej otwarcie uświetnił prezydent RP – Ignacy Mościcki. Do wybuchu II wojny światowej szkołę opuściło ponad 300 absolwentów. W 1947 szkole nadano patronat Stanisława Staszica, a kolejne lata przyniosły podział budynku na dwie odrębne placówki: gimnazjum i liceum. W 1962 zrezygnowano z podziału i nowo połączonej szkole nadano nazwę Liceum Ogólnokształcącego im. Marii Skłodowskiej-Curie w Starogardzie Gdańskim, a siedzibą ponownie został budynek przy ulicy Świerczewskiego.

## Absolwenci
- Zygmunt Grochocki[3]
- Andrzej Grzyb
- Marek Konkolewski
- Ania Szarmach
- Sławomir Neumann - poseł na Sejm RP
- Marzena Domaros